# Erdbeben von Lorca 2011
Das Erdbeben von Lorca 2011 war ein schweres Erdbeben. Das Epizentrum lag in der südspanischen Stadt Lorca. Das Beben ereignete sich am Mittwoch, den 11. Mai 2011, um 18:47 Uhr MESZ (16:47 UTC). Das Erdbeben hatte eine Stärke von 5,1 Mw auf der Momenten-Magnituden-Skala. Die Tiefe des Hypozentrums des Bebens wurde zunächst mit 1 Kilometer angegeben; später wurden drei Kilometer genannt.

## Auswirkung des Bebens

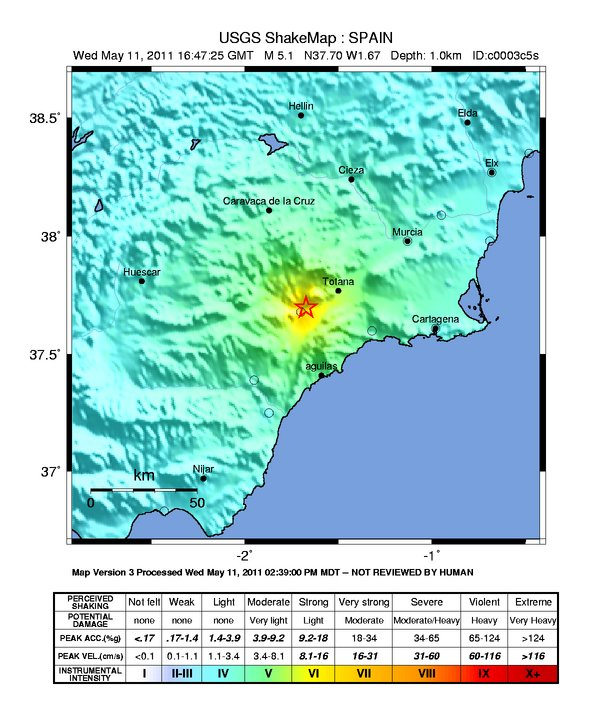
Lorca Erdbeben Intensität Karte

Aus den beiden Städten Lorca und Murcia wurden große Schäden gemeldet. Das Erdbeben forderte mindestens neun Todesopfer, rund 300 Menschen wurden verletzt. Der damalige spanische Ministerpräsident José Zapatero entsandte eine Spezialeinheit ins Katastrophengebiet.

## Mögliche Ursache
Ein internationales Forscherteam um Pablo González von der University of Western Ontario in Kanada schrieb 2012 im Fachmagazin "Nature Geoscience", dass Erdbeben dieser Stärke normalerweise deutlich tiefer vorkommen und dass menschliche Aktivitäten wahrscheinlich mitverantwortlich für das Beben waren. Ihren Angaben zufolge ist der Grundwasserspiegel um Lorca herum durch fortlaufendes Abpumpen des Wassers seit 1960 um mindestens 250 Meter gesunken. Die Forscher werteten Satellitenaufnahmen aus.